# Notocelia argutana
Notocelia argutana är en fjärilsart som beskrevs av Hugo Theodor Christoph 1881. Notocelia argutana ingår i släktet Notocelia och familjen vecklare. Inga underarter finns listade i Catalogue of Life.